# 요시다 유리
요시다 유리(吉田有里, 8월 18일 ~ )은 사가현 출신의 일본의 여자 성우이다. 시그마 세븐 소속이며 신장은 151cm. 미확인으로 진행형의 미츠미네 마시로 역으로 데뷔하였으며 펀치라인의 고양이 유령인 치라노스케 역으로 나왔다.